# بیل کاکس (ورزشکار)
بیل کاکس (انگلیسی: Bill Cox; June 12, 1904 in – ۳ ژوئن ۱۹۹۶ (aged 91)) ورزشکار دو و میدانی اهل ایالات متحده آمریکا بود.
وی در مسابقات کشوری و بین‌المللی در مجموع برندهٔ ۱ مدال برنز شده‌است.